# Banzai (film 1918)
Banzai è un cortometraggio muto del 1918. Non si conosce il nome del regista che non viene riportato nei credit.

## Produzione

Il film fu prodotto dalla Haworth Pictures Corporation (la casa di produzione fondata da Sessue Hayakawa) in collaborazione con il Liberty Loan Committee. I Liberty Loan (o Liberty Bond) erano dei buoni di guerra venduti negli Stati Uniti per aiutare lo sforzo bellico nella prima guerra mondiale. Molti degli attori di Hollywood - primi tra tutti Mary Pickford e Douglas Fairbanks - sostennero gli sforzi del fondo e, prodotti sotto l'egida del Liberty Loan Committee, furono girati numerosi cortometraggi per propagandare l'iniziativa patriottica.

## Distribuzione
Distribuito dalla Mutual Film, il film - un cortometraggio in una bobina - uscì nelle sale cinematografiche statunitensi nell'ottobre 1918.